# پرستورپ
پرستورپ (به سوئدی: Perstorp) یک منطقهٔ مسکونی در سوئد است که در بخش پرستورپ واقع شده‌است. پرستورپ ۵٫۴۳ کیلومتر مربع مساحت و ۷٬۱۵۰ نفر جمعیت دارد.